# ロベッコ・パヴェーゼ
ロベッコ・パヴェーゼ（伊: Robecco Pavese）は、イタリア共和国ロンバルディア州パヴィーア県にある、人口約500人の基礎自治体（コムーネ）。

## 地理

### 位置・広がり

#### 隣接コムーネ
隣接するコムーネは以下の通り。
- ブレッサーナ・ボッタローネ
- カザティズマ
- カステッジョ
- コルヴィーノ・サン・クイーリコ
- ピナローロ・ポー
- サンタ・ジュレッタ
- トッリチェッラ・ヴェルツァーテ

### 気候分類・地震分類
気候分類では、zona E, 2619 GGに分類される。
また、イタリアの地震リスク階級 (it) では、zona 3 (sismicità bassa) に分類される
。

## 行政

### 分離集落
ロベッコ・パヴェーゼには、以下の分離集落（フラツィオーネ）がある。
- Casa Chiodi, Stradellino, Taccona, Pomà, Robecchina, Praiette, Ponte Pietra, Casa Bruciata